# Apogon pillionatus
Apogon pillionatus är en fiskart som beskrevs av Böhlke och Randall, 1968. Apogon pillionatus ingår i släktet Apogon och familjen Apogonidae. Inga underarter finns listade i Catalogue of Life.